# 34357 Amaraorth
34357 Amaraorth este o planetă minoră (asteroid), cu un diametru de 4,482 km, din centura de asteroizi. A fost descoperită pe 1 septembrie 2000 la Experimental Test Site⁠(d) de Lincoln Near-Earth Asteroid Research. 
Obiectul prezintă o orbită caracterizată de o semiaxă mare de 3,0620002 UAi, o excentricitate de 0,01, o înclinație de 8,61877 ° în raport cu ecliptica.